# Museum van Hedendaagse Kunst Antwerpen
Het Museum van Hedendaagse Kunst Antwerpen (kortweg: M HKA; voorheen MuHKA genoemd) is het museum van hedendaagse kunst in Antwerpen. Het is gehuisvest in een verbouwde en uitgebreide graansilo uit 1926 aan de Leuvenstraat 32. De collectie bestaat uit Belgische en internationale hedendaagse kunst vanaf 1970. Er worden jaarlijks verschillende tijdelijke tentoonstellingen gehouden. Het museum beschikt over een museumbibliotheek, archief, museumshop en het M HKAFE, een café op de bovenste verdieping.

## Geschiedenis

### Voorgeschiedenis
Reeds in 1947 wou Lode Craeybeckx, toenmalig burgemeester van Antwerpen, een gebouw voor culturele activiteiten en moderne kunst oprichten. Dit bleek niet haalbaar door de slechte financiële situatie van het naoorlogse Antwerpen, maar het idee van een Antwerps museum voor hedendaagse kunst werd niet meer losgelaten. In 1966 diende architect Léon Stynen een voorstel in voor de bouw van een nieuw museum nabij Het Steen. Dit project werd niet aanvaard, waarop Stynen in 1970 een tweede voorstel indiende. Hij wilde op Linkeroever het "Musée à Croissance Illimitée", een onuitgevoerd project van Le Corbusier, realiseren. Dit project werd wel positief ontvangen. In plaats van Linkeroever koos men voor het Middelheimpark. De werken werden stopgezet nadat het park tot groene zone werd uitgeroepen.
In 1970 werd, op initiatief van het Ministerie van Nederlandse Cultuur, het Internationaal Cultureel Centrum (ICC) opgericht in het voormalig Koninklijk Paleis op de Antwerpse Meir. Het ICC was in Vlaanderen de eerste publieke instelling voor hedendaagse kunst. Ludo Bekkers werd de eerste directeur van het centrum. Tussen 1972–1981 ontwikkelde het centrum zich tot een ontmoetingsplek voor kunst, kunstenaars en publiek. Het ICC wordt als de rechtstreekse voorloper van het M HKA beschouwd. Het M HKA is de formele erfgenaam van het ICC: het documentatiecentrum, de bibliotheek en de videotheek werden opgenomen in het M HKA.
In 1977 bewerkte de Amerikaanse kunstenaar Gordon Matta-Clark, op vraag van het ICC, een pand aan de Ernest Van Dijckkaai en doopte het Office Baroque. Toen Matta-Clark een jaar later overleed, stelde Flor Bex, toenmalig directeur van het ICC, voor om het werk te behouden als hommage aan de kunstenaar en als kern voor een nieuw museum voor hedendaagse kunst te beschouwen. De Stichting Gordon Matta-Clark werd opgericht om de nodige fondsen te werven. Kunstenaars uit binnen- en buitenland, onder wie Robert Rauschenberg, Jim Dine en Sol LeWitt, schonken werk om zo een basiscollectie uit te bouwen voor het nieuwe museum.

### 1985-2002
De Vlaamse Gemeenschap besliste in 1982 het M HKA op te richten. In 1985 werd een voormalige graansilo, met 1500 m² tentoonstellingsoppervlakte, op het Antwerpse Zuid gekocht. Op 20 september 1985 werd het M HKA officieel opgericht, en op 20 juni 1987 volgde de ingebruikname met als vertrekpunt een honderdvijftigtal werken van de Stichting Gordon Matta-Clark. Flor Bex, de vroegere bezieler van het ICC, werd de eerste directeur van het M HKA. De eerste tentoonstelling was gewijd aan het oeuvre van Gordon Matta-Clark.
In de beginjaren ontwikkelde het museum zich verder tot een internationaal relevant cultuurhuis. Er werden tentoonstellingen georganiseerd en de collectie werd jaarlijks aanzienlijk uitgebreid. In 15 jaar tijd werd de verzameling uitgebreid tot zo'n zevenhonderd werken. Het aankoopbeleid richtte zich voornamelijk op werken vanaf 1970. Er werd vooral nieuw werk uit de jaren '80 en '90 verworven. In deze periode vonden tentoonstellingen plaats van gevestigde waarden als Joachim Bandau, Panamarenko, Luc Deleu en Marlene Dumas, maar ook van jonge kunstenaars zoals Mark Manders, Arpaïs Du Bois en Peter Rogiers.

### 2002-heden
In februari 2002 werd Bart De Baere aangesteld als nieuwe directeur van het M HKA. Eind 2002 presenteerde het museum zijn nieuw beleid. Het museum organiseerde sindsdien elk seizoen een grote tijdelijke tentoonstelling op de gelijkvloerse verdieping en een collectiepresentatie op de hogere verdiepingen. De nadruk op de Belgische kunst verminderde ten voordele van internationale kunst en kunstenaars. In 2003 werd de fusie met het Centrum voor Beeldcultuur afgerond, waardoor de blik nu breder dan de beeldende kunsten werd gericht.
Van maart tot september 2009 werd het museum verbouwd en was het tijdelijk gesloten. Na de opening werd ook de afkorting van de naam veranderd van MuHKA naar M HKA. Na de verbouwing verklaarde Wouter De Ploey, voorzitter van de raad van bestuur, dat het museum 10 jaar verder kan, maar een mogelijke verhuis niet wordt uitgesloten.
In 2013 opende het Panamarenko-huis. Dit voormalig atelier van de Antwerpse kunstenaar Panamarenko in de Seefhoek werd in 2002 door de kunstenaar aan het M HKA geschonken. In de periode tussen de schenking en de opening werd het pand ontmanteld, gerenoveerd en gereconstrueerd.
In 2017 sloot het M HKA enkele maanden voor verbouwingswerken. De entreehal werd ingericht als bibliotheek. Op de gelijkvloerse verdieping werd een donker labyrint opgetrokken om werken uit de vaste collectie tentoon te stellen en er kwam extra archief ruimte.
In februari 2018 kondigde het M HKA aan te zullen verhuizen naar het Antwerpse Hof van beroep. Het Hof van Beroep, een ontwerp uit 1973, zal worden afgebroken en in de plaats komt een nieuw museum. Hiervoor werd een architectuurwedstrijd uitgeschreven. Minister van Cultuur Sven Gatz verklaarde dat "... het nieuwe  museum in 2024 open gaat". 2024 was echter niet haalbaar, de RUP-procedure startte pas in het najaar van 2023. Na de verhuis van het Hof van Beroep kan dat gebouw gesloopt worden, nadien zou  de bouw kunnen starten. In mei 2024 werden zes architectenteams aangesteld om een ontwerp te maken. Begin 2025 maakte de Vlaamse Regering bekend welk plan uitgevoerd zal worden. Het Belgische Bovenbouw Architectuur en het Zwitserse architectenbureau Christ & Gantbein werden uitgekozen om het nieuwe museum te ontwerpen. De Vlaamse Regering heeft 130 miljoen euro uitgetrokken voor de bouw ervan. De omgevingsvergunning wordt in 2026 aangevraagd. Het wordt verwacht dat de bouw enkele jaren in beslag zal nemen. Het is nog niet bekend wat nadien met het huidige museumgebouw aan de Leuvenstraat zal gebeuren.

## Collectie (selectie)
De collectie van het M HKA is gegroeid uit de collectie van de Stichting Gordon Matta-Clark. Het museum bezit meer dan 4750 werken van bijna 700 kunstenaars. Het huidige aankoopbeleid zet in op de avant-gardetraditie in Antwerpen vanaf de jaren 1960 en sociaal geëngageerde hedendaagse kunst.
- Meganeudon, 1973, Panamarenko
- Behandelingen, 1975, Guillaume Bijl
- Office Baroque (Doors Crossing), 1977, Gordon Matta-Clark
- Ik, aan het dromen, 1978, Jan Fabre
- Cross Beams, 1986, Bruce Nauman
- Hoofdbreker, 1988, Thierry De Cordier
- Vlaams Dorp, 1995, Luc Tuymans
- Personal Odradek, 1997, Koen Theys
- Skyspace, 1998, James Turrell
- It’s as if someone is observing us with a sense of overview we seem to lack, some-one who knows better than us what exactly it is we’re doing here",, 2013, Rinus Van de Velde
- Un Masque, 2014, Laure Prouvost
- Holy Hauruck — Der Maler und ihre Muse, 2016, Kati Heck

## Tentoonstellingen (selectie)
- Gordon Matta-Clark, Een retrospectief overzicht 1968-1978, 1987
- Richard Deacon: "Recente sculpturen 1985-1987, 1988
- Panamarenko: "Een overzicht 1965-1985, 1989
- Mark Manders: "Mark Manders toont enkele fragmenten uit zijn Zelfportret als gebouw (De Praktijk), 1994
- Marlene Dumas: MD, 1999
- Berlinde De Bruyckere: en alles is aanééngenaaid, 2001
- Martin Kippenberger: Martin Kippenberger – Multiples 1982-1997, 2003
- Luc Deleu & T.O.P. Office: Values, 2004
- Dear ICC – Aspecten van de actuele kunst in België 1970-1985, 2004
- Jef Geys: Villa Wintermans, 2009
- Chantal Akerman: Too Far, Too Close, 2012
- Jan Fabre: Stigmata, Acties & Performances 1976–2013, 2015
- Robert Filliou: Het Geheim van de Permanente Creatie, 2016
- Anne-Mie Van Kerckhoven: AMVK, 2018
- Sanguine/Bloedrood. Luc Tuymans on Baroque, 2018
- James Lee Byars – The Perfect Kiss, oktober 2018 — januari 2019